# Moussa Gueye
Moussa Gueye (né le 20 février 1989 à Dakar) est un footballeur sénégalais qui évolue au poste d'attaquant au RSC Tilffois, en Provinciale 1.

## Carrière
Le 27 novembre 2007, il signe pour quatre saisons au FC Brussels, mais le 6 juin 2008, il quitte le club pour signer au R.A.E.C. Mons.
Après deux saisons au club, il s'engage avec le SC Charleroi où il marque 17 buts en 23 matchs de 2e division belge, et contribue ainsi au sacre de son équipe et à la remontée en Jupiler Pro League.
Il s'engage avec le FC Metz le 4 juillet 2012 pour la saison du championnat national 2012-2013. En janvier 2014, il est prêté au club portugais de l'Académica de Coimbra. Malgré 3 entrées en jeu lors des 3 premières journées de Ligue 1, il est de nouveau prêté lors du mercato estival et fait son retour en Belgique, au Seraing United. Malheureusement, il a ensuite été freiné par une blessure qui a signé la fin de sa saison.
Laissé libre à la fin de la saison par Metz, il s'engage une saison à Seraing avec une saison de plus en option.

## Statistiques en club
| Club           | Saison                       | Championnat | Championnat | Championnat | Coupe nationale | Coupe nationale | Coupe nationale | Total  | Total | Total |
| Club           | Saison                       | Matchs      | Buts        | Passe       | Matchs          | Buts            | Passe           | Matchs | Buts  | Passe |
| -------------- | ---------------------------- | ----------- | ----------- | ----------- | --------------- | --------------- | --------------- | ------ | ----- | ----- |
| FC Brussels    | Jupiler Pro League 2007-2008 | 9           | 2           | 0           | 0               | 0               | 0               | 9      | 2     | 0     |
| FC Brussels    | Total                        | 9           | 2           | 0           | 0               | 0               | 0               | 9      | 2     | 0     |
| RAEC Mons      | Jupiler Pro League 2008-2009 | 22          | 3           | 0           | 0               | 0               | 0               | 22     | 3     | 0     |
| RAEC Mons      | 2e Division belge 2009-2010  | 22          | 6           | 0           | 0               | 0               | 0               | 22     | 6     | 0     |
| RAEC Mons      | Total                        | 44          | 9           | 0           | 0               | 0               | 0               | 44     | 9     | 0     |
| SC Charleroi   | Jupiler Pro League 2010-2011 | 20          | 2           | 0           | 0               | 0               | 0               | 20     | 2     | 0     |
| SC Charleroi   | 2e Division belge 2011-2012  | 23          | 17          | 0           | 0               | 0               | 0               | 23     | 17    | 0     |
| SC Charleroi   | Total                        | 43          | 19          | 0           | 0               | 0               | 0               | 43     | 19    | 0     |
| FC Metz        | National 2012/2013           | 15          | 4           | 1           | 3               | 0               | 0               | 18     | 4     | 1     |
| FC Metz        | Ligue 2 2013-2014            | 2           | 0           | 0           | 1               | 0               | 0               | 2      | 0     | 0     |
| FC Metz        | Total                        | 17          | 4           | 1           | 4               | 0               | 0               | 21     | 4     | 1     |
| Académica      | Liga Zon Sagres 2013-2014    | 8           | 0           | 0           | 1               | 0               | 0               | 9      | 2     | 0     |
| Académica      | Total                        | 8           | 0           | 0           | 1               | 0               | 0               | 9      | 2     | 0     |
| Seraing United | 2e Division belge 2014-2015  | 5           | 2           | 0           | 0               | 0               | 0               | 5      | 2     | 0     |
| Seraing United | Total                        | 5           | 2           | 0           | 0               | 0               | 0               | 5      | 2     | 0     |
| Seraing United | Total                        | 124         | 36          | 1           | 5               | 0               | 0               | 128    | 34    |       |

## Palmarès
- Champion du Championnat de Belgique de football D2 en 2011-2012 avec le Royal Charleroi Sporting Club